# Johann Jacob Fechter

Porträtgemälde, das sehr wahrscheinlich Johann Jacob Fechter zeigt; geschaffen von Sigmund Barth (1723–1772), 1767

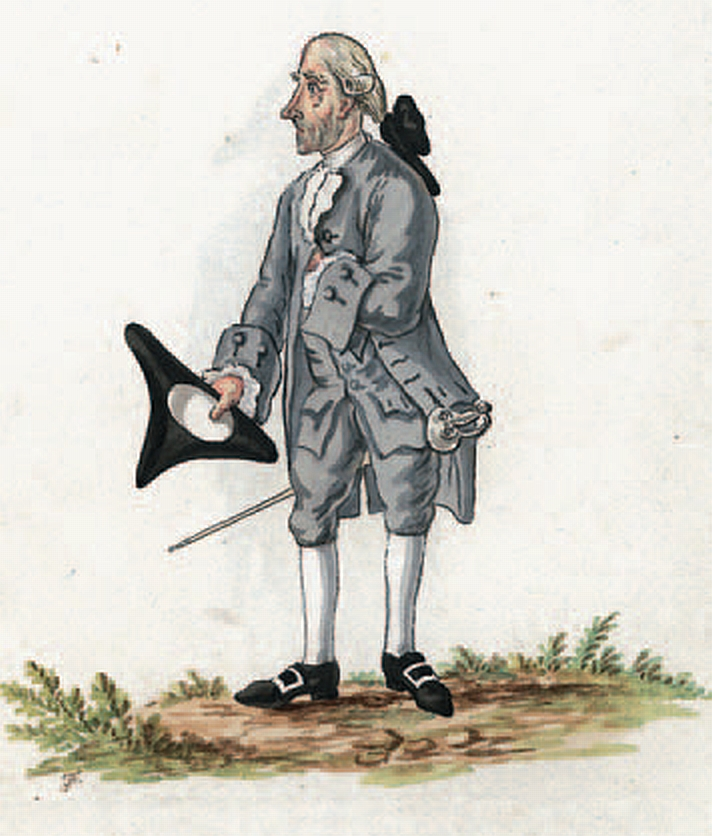
Karikatur «Hauptmann und Ingenieur Fechter» aus den «Imagines basilienses» von Franz Feyerabend (1755–1800), Ende des 18. Jahrhunderts entstanden.

Johann Jacob Fechter (* 13. Juni 1717 in Basel; † 7. Februar 1797 ebenda) war ein Schweizer Bauingenieur, Baumeister und Geometer des Barock und Rokoko, tätig in Basel, Freiburg im Breisgau und Umgebung. Neben Samuel Werenfels (1720–1800) und Ulrich Büchel (1753–1792) gilt er als einer der bedeutendsten Baumeister der Stadt Basel im 18. Jahrhundert.

## Werk

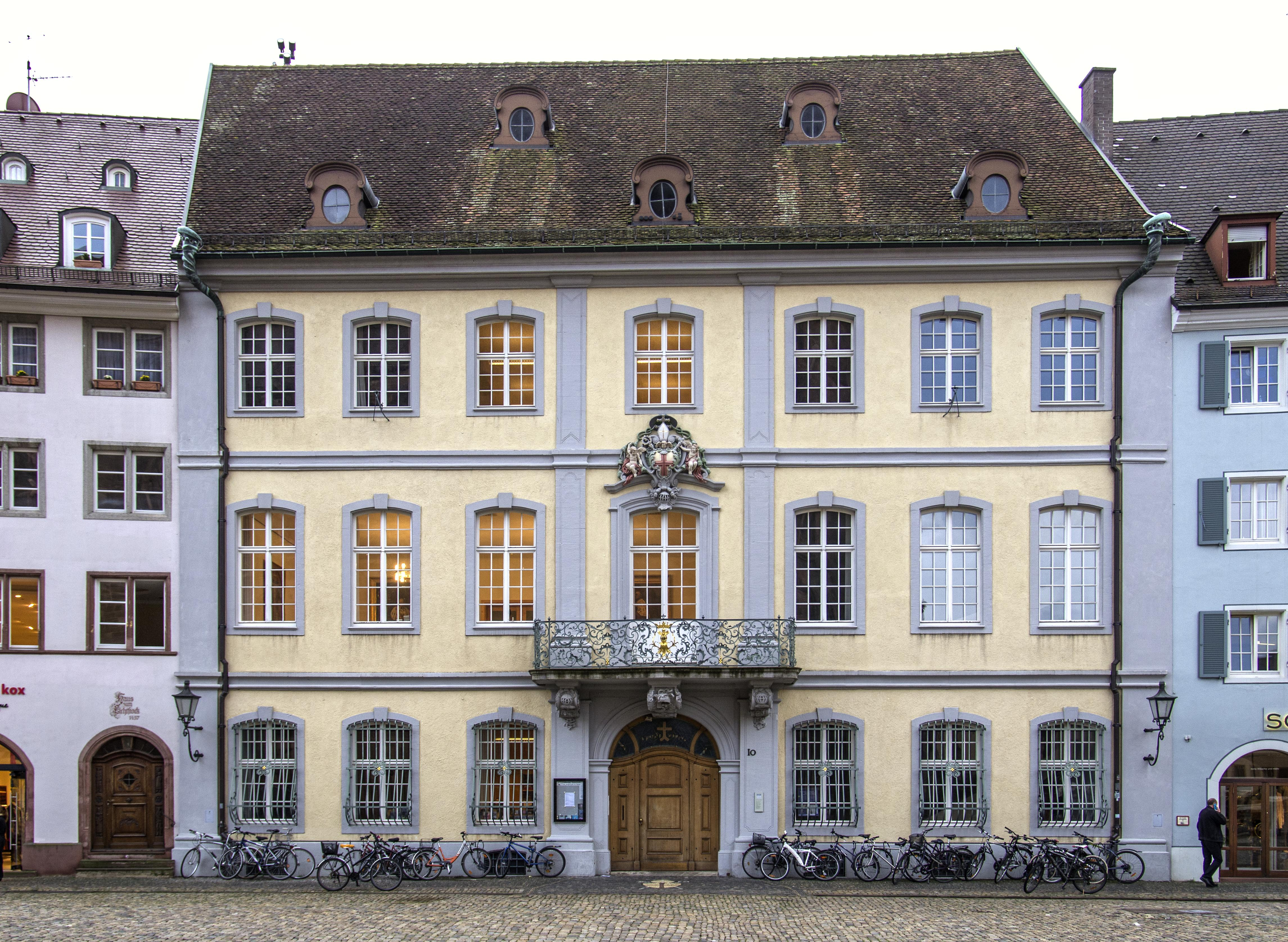
Das Haus zum Ritter, später Erzbischöfliches Palais am Freiburger Münsterplatz

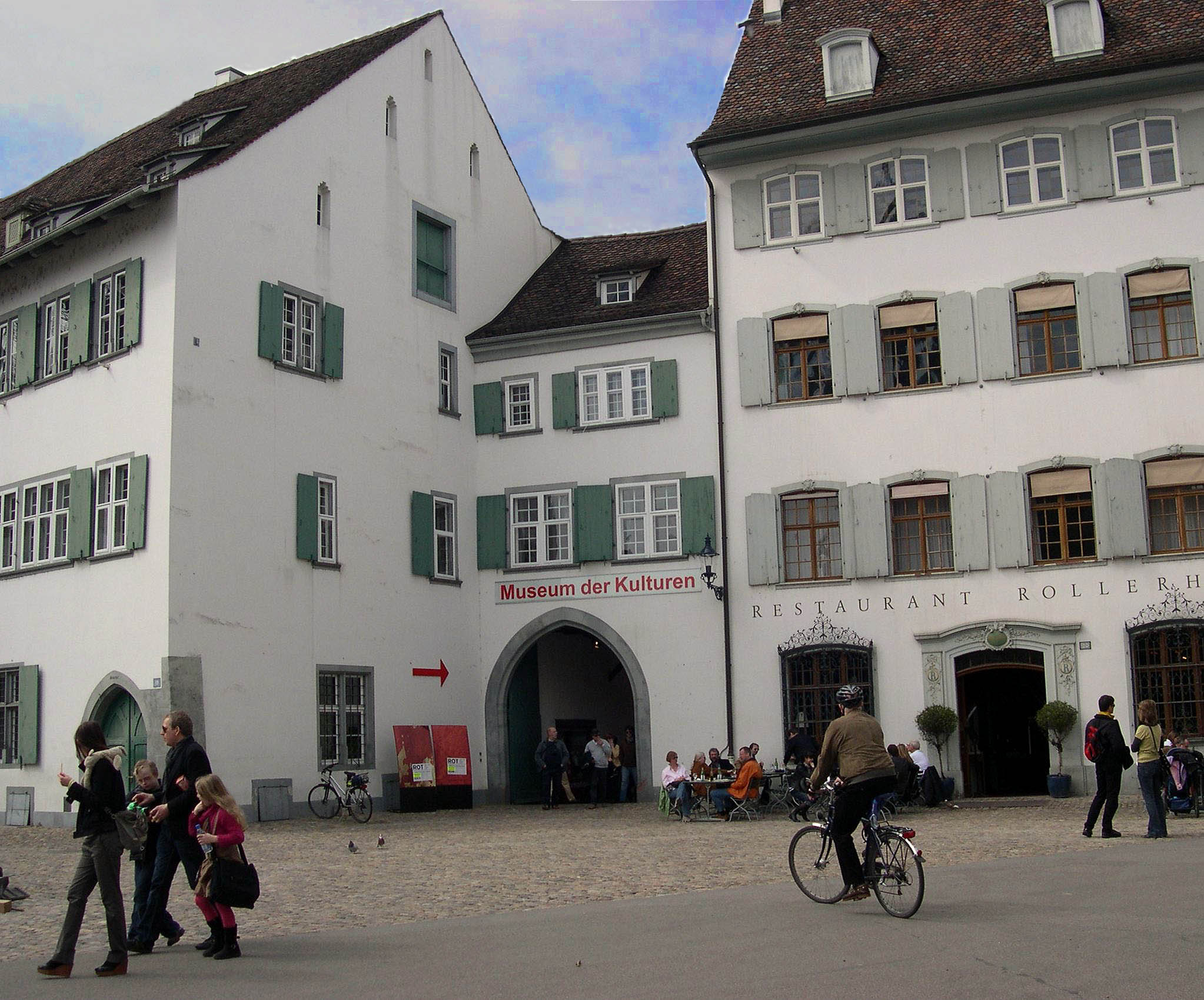
Der «Rollerhof» (rechts) am Basler Münsterplatz als Teil des heutigen «Museums der Kulturen»

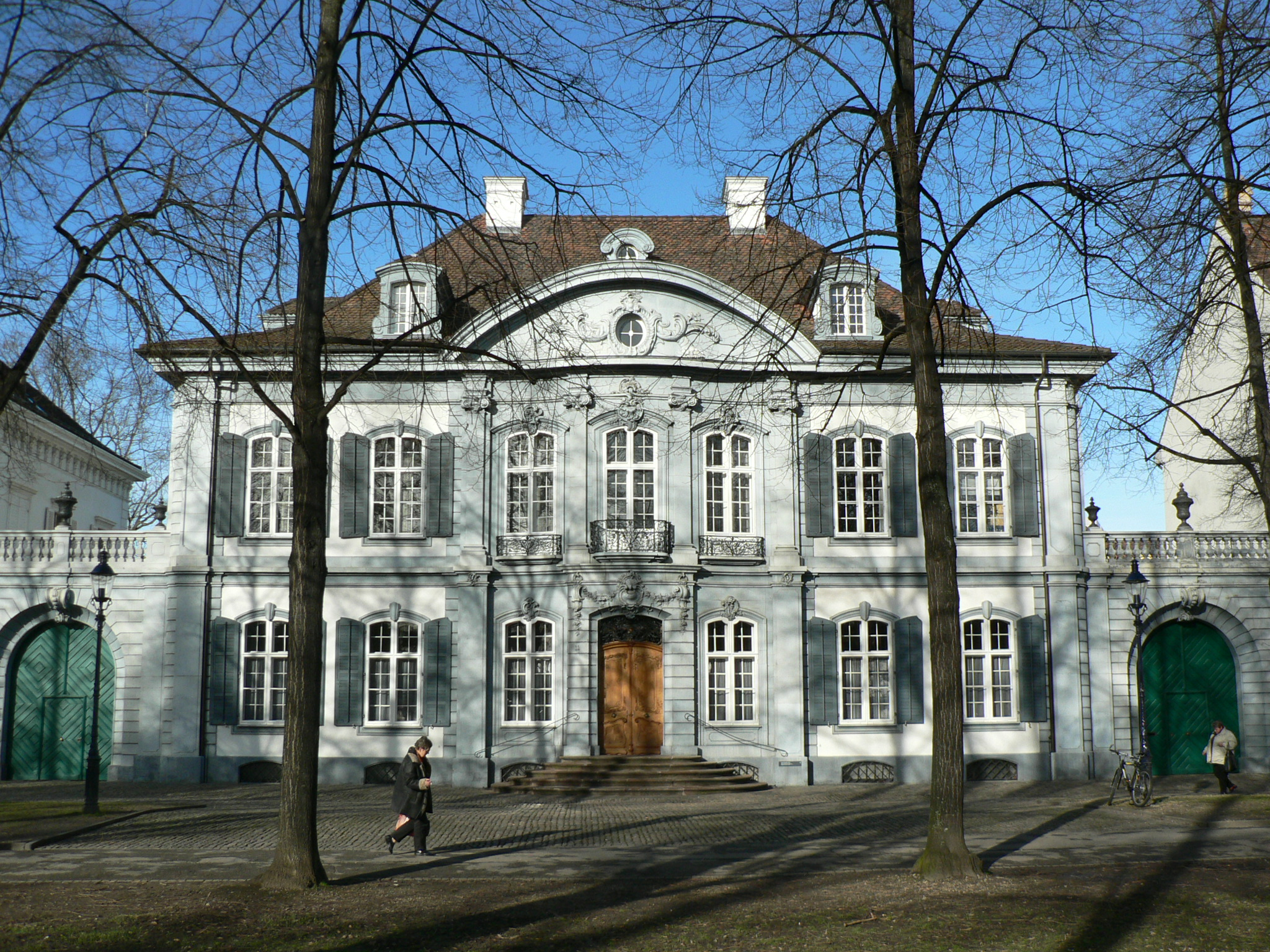
Das «Wildt’sche Haus» am Petersplatz in Basel.

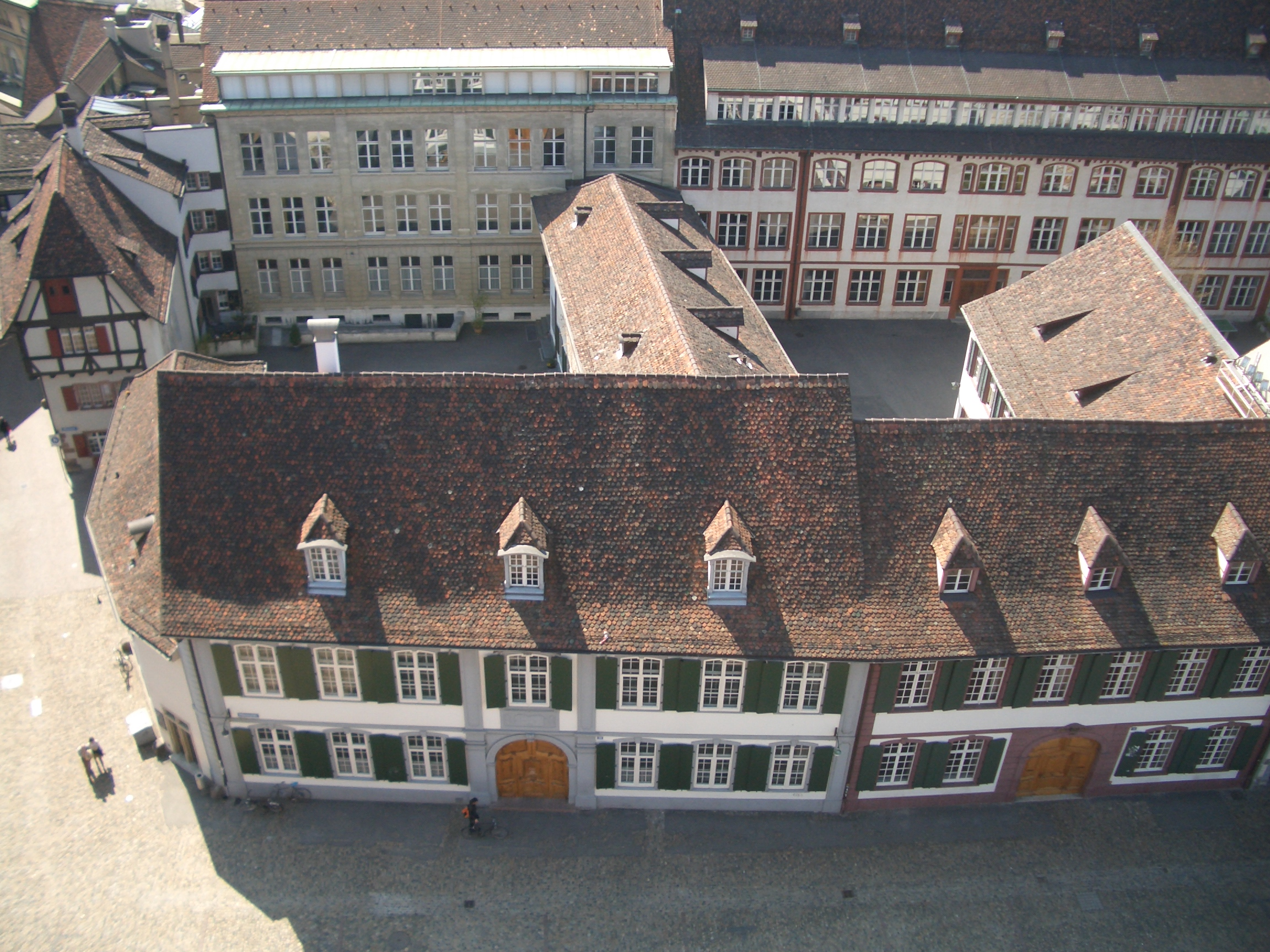
Die ehemalige «Schule auf Burg» (heute Gymnasium) am Basler Münsterplatz, vom Turm des Münsters herab gesehen.

Johann Jacob Fechter: «Grund–Ris über die Wannen Flue, Nebst anstossendter Streitiger Gegend» mit «Nota: Dieser Plan ist nicht nach der Schrege der Anhöchen, wie es ausgemessen worden, Aufgetragen, Sondren nach der Basin derselbigen». Angefertigt 1755.

Fechter schuf zahlreiche Bauten für öffentliche und private Auftraggeber in und um Basel, darunter:
- 1745–1751 das Landgut «Sandgrube»[1] am Stadtrand von Basel für den Seidenbandfabrikanten Achilles Leissler
- 1745 Entwurf eines Schlosses (Modernisierung und Erweiterung eines vorbestehenden Weiherschlösschens) für den Freiherrn Ferdinand Sebastian von Sickingen-Hohenburg (1715–1772) in Ebnet bei Freiburg im Breisgau; die Leitung der Bauausführung 1748–1750 hatte Simon Schratt inne, die Ausstattung stammt von Johann Christian Wentzinger
- 1751–1771 Leitung von Restaurierungsarbeiten am Basler Münster[2]
- 1752 Umbau des Elbs-Birr’schen Landhauses in Riehen[3]
- 1755 das Pfarrhaus in Grentzingen im Elsass[4]
- 1756 Errichtung eines neuen Gesellschaftshauses der vorderösterreichischen Ritterschaft in Freiburg im Breisgau am Münsterplatz, im Auftrag von deren Präsidenten Ferdinand Sebastian von Sickingen-Hohenburg, an der Stelle eines mittelalterlichen Vorgängerbaues. Es wurde von den Rittern 1766 an die Breisgauischen Landstände verkauft und diente ab 1832 als Erzbischöfliches Palais (Bischofssitz). Nach Brand 1944 und Wiederaufbau 1953 ist es heute das «Haus zum Ritter» und beherbergt die Domsingschule.
- 1757–1758 die Neugestaltung des Basler Stadtpalais «Gyrengarten» an der Hebelstrasse 7, nachdem es der Seidenbandfabrikant Jeremias Wildt geerbt hatte[5]
- 1758–1770 Umbau des Basler «Rollerhofs» am Münsterplatz 20 zu einem Wohn- und Geschäftspalais für den Seidenbandfabrikanten Martin Bachofen-Heitz, 1764 veränderte Fechter im Zuge dieses Umbaus die an den «Rollerhof» angrenzenden Wohnstuben des Anwesens «zum Mägerlin» zu einem Festsaal.[6] Heute sind die oberen Stockwerke des «Rollerhofs» Teil des benachbarten «Museums der Kulturen».
- das Basler Stadtpalais «Andlauerhof» am Münsterplatz 17[7]
- 1762–1763/4[8] das Wildt’sche Haus am Basler Petersplatz 13 in der Neuen Vorstadt, erbaut im Auftrag des Seidenbandfabrikanten, Waisenherrn und Rechenrates Jeremias Wildt (1705–1790), der vor dem Anwesen (in der Hebelstrasse) sein Wohn- und Geschäftshaus hatte. Das Stadtpalais ist heute Sitz der Schweizerischen Akademie der Medizinischen Wissenschaften.
- 1763–1766 das Pfarrhaus von Bretzwil im Kanton Basel-Landschaft[9]
- 1767–1772 Restaurierung des Pfarrhauses von Bubendorf im Kanton Basel-Landschaft[10]
- 1768–1770 Mitwirkung an der Barockisierung der Fassade des Hauses der Basler Herrenzunft der Tuchhändler «E. E. Zunft zum Schlüssel», Freie Strasse 25[11]
- 1775 das Stadtpalais «Wildensteinerhof» in der Basler St. Alban-Vorstadt für den Seidenbandfabrikanten Jakob Christoph Frey
- 1775 ein Plan für das spätere Haus zum Kirschgarten, der aber nicht zur Ausführung kam, (ausgeführt wurde dieses Palais 1777 nach Plänen des Architekten Ulrich Büchel).
- Barockisierungen an der «Schule auf Burg» (heute Gymnasium am Münsterplatz), Basel
- Barockisierung und Modernisierung von Schloss Munzingen für Johann Friedrich Reichsgraf von Kageneck (1707–1783), zweite Hälfte des 18. Jahrhunderts (Zuschreibung durch Huggel)

Viele kirchliche Gebäude der Region, auch im nördlich benachbarten Markgräflerland und am Hochrhein (z. B. in Lörrach, Stetten, Hauingen und Wehr) wurden von Fechter bearbeitet bzw. errichtet.
Daneben sind von Fechter auch in öffentlichem Auftrag diverse Gutachten zur Qualität von Bauten und Bauausführungen sowie Karten und Grenzpläne angefertigt (beispielsweise 1743 ein «Situationsplan Augst und Umgebung» der römischen Ruinen von Augusta Raurica, der Befestigungsanlagen entlang der Ergolz und bei der Hülftenschanz, der Bau- und Gartenanlagen des Weiherschlosses Bottmingen oder ein «Plan des Wiesengebietes zwischen Riehen, Stetten und Weil» von 1758 und vom «Pfarrhaus und Gelände bei St. Clara».) sowie Kanäle angelegt worden und er kümmerte sich auch um die Pflege des Gebäudebestandes.
Gemeinsam mit dem Basler Chronisten Daniel Bruckner (1707–1781) nahm Fechter an einer Vermessungs-Expedition des Basler Mathematikers und Physikers Daniel Bernoulli auf die Wannenflue (östlich von Langenbruck) im Mai 1755 teil, die als älteste barometrische Höhenmessung in der Basler Landschaft gilt. Der Geometer Fechter war dabei der eigentliche Vermesser und zeichnete anschliessend auch eine Karte vom Ergebnis.
Nach Fechter ist in Freiburg-Ebnet der Johann-Jakob-Fechter-Weg benannt. Der Schweizer Porträtmaler Sigmund Barth (1723–1772) schuf 1767 ein Gemälde, das sehr wahrscheinlich Johann Jacob Fechter zeigt. Der Basler Zeichner, Aquarellmaler, Radierer und Kupferstecher Franz Feyerabend (1755–1800) bildete Fechter in seinen «Imagines basilienses» – einer Ende des 18. Jahrhunderts entstandenen Serie von Karikaturen bekannter Persönlichkeiten der Stadt – ab.